# بوب يونغر
بوب يونغر (بالإنجليزية: Bob Younger)‏ هو مجرم أمريكي، ولد في 29 أكتوبر 1853 في ليز ساميت في الولايات المتحدة، وتوفي في 16 سبتمبر 1889 في Minnesota Territorial Prison ‏ في الولايات المتحدة بسبب سل.

## وصلات خارجية
- بوب يونغر على موقع الموسوعة البريطانية (الإنجليزية)